# بلدة بلومر (ويسكونسن)
بلومر (بالإنجليزية: Bloomer (town), Wisconsin)‏ هي بلدة تقع في مقاطعة تشيبيوا (ولاية ويسكونسن) بولاية ويسكونسن في الولايات المتحدة. تبلغ مساحتها 123.8 (كم²)، وترتفع عن سطح البحر  م، بلغ عدد سكانها 926 نسمة في عام 2000 حسب إحصاء مكتب تعداد الولايات المتحدة .

## وصلات خارجية
- The US50 - Cities and Towns in Wisconsin State
- Wisconsin Cities and Towns, Facts, Map, Flag, Colleges, Government, and More